# Hurricane (lied)
"Hurricane" is een protestlied van Bob Dylan. Hij schreef het folkrocknummer in samenwerking met Jacques Levy en nam het van juli tot oktober 1975 op. "Hurricane" gaat over de op twijfelachtige wijze veroordeelde Afro-Amerikaanse bokser Rubin "Hurricane" Carter, die ook staat afgebeeld op de hoes van de single. Het nummer werd in november 1975 als single uitgebracht door Columbia Records, en in januari 1976 fungeerde het als openingsnummer van Desire, het zeventiende studioalbum van Dylan. De productie lag in de handen van Don DeVito, die eveneens de albums Hard Rain (1976) en Street-Legal (1978) produceerde. Hurricane staat op plaats 39 van de lijst van 100 beste Dylannummers van het blad Rolling Stone.

## Achtergrond

### Het verhaal
Carter werd in 1967 samen met John Artis tot drie levenslange gevangenisstraffen veroordeeld wegens medeplichtigheid aan drievoudige moord. In de vroege ochtend van 17 juni 1966 werden in een café, genaamd 'Lafayette Grill', in Paterson (New Jersey), in totaal vijf mensen beschoten. Barkeeper Jim Oliver en Jim Ropars en Fred Nauyoks stierven, maar Hazel Tanis en Bill Marins overleefden het geweld. Marins, ook wel William Marins genoemd, werd in het hoofd geraakt en verloor dientengevolge een oog. Toen hij revalideerde in het ziekenhuis werd Carter naar hem toegebracht. Volgens Dylan zou hij verklaard hebben dat Carter niet de dader was: "The wounded man looks up through his one dyin’ eye. Says, “Wha’d you bring him in here for? He ain’t the guy!”" (Nederlands: De gewonde man keek op door zijn stervende oog. Zeggende, “Waarom heb je hem hier gehaald? Hij is niet de man!”").
Een van de belangrijkste getuigen was Patricia Graham Valentine, die tegenover het café woonde. Op 10 mei 1967 deed zij tijdens een rechtszitting verslag van haar ervaringen. Zij zou zijn gewekt door enkele luide knallen, die zij omschreef als "het dichtslaan van de cafédeuren". Een andere belangrijke getuige was Alfred Bello. Hij zou de schoten gehoord hebben toen hij richting de bar liep om sigaretten te kopen. In de liedtekst wordt Bello ervan beschuldigd samen met Arthur Dexter Bradley de kassa geplunderd te hebben.

### Het ontstaan van "Hurricane"
Nadat Bello en Bradley in september 1974 bekenden meineed gepleegd te hebben, werd het proces heropend. Dylan werd tot het schrijven van "Hurricane" geïnspireerd door het lezen van de autobiografie van Rubin Carter, The Sixteenth Round. Carter had deze hem toegezonden "vanwege Dylans eerdere betrokkenheid bij de Afro-Amerikaanse burgerrechtenbeweging". In 1975 bezocht Dylan Carter in de gevangenis. Na deze ontmoeting begon hij met het schrijven van het nummer. Ten tijde van de Rolling Thunder Revue, een concertreeks waar onder anderen Joan Baez en Roberta Flack deel van uitmaakten, werden twee benefietconcerten gegeven voor Carter. Hoewel deze optredens, met de naam Nights of the Hurricane, geen geld opleverden door de hoge kosten van de toer, zorgden ze voor betrekkelijk veel publiciteit. In 1976 volgde een herberechting waarbij Carter opnieuw schuldig werd bevonden.
Carter heeft altijd alle schuld ontkend. Hij is, net zoals Dylan, van mening dat zijn veroordelingen voortkwamen uit de racistische houding van de autoriteiten. De jury bestond ten tijde van de eerste veroordeling geheel uit blanken: "The D.A. said he was the one who did the deed. And the all-white jury agreed". Dylan maakte in het nummer veelvuldig gebruik van overdrijving, waardoor zijn verhaal op sommige punten afwijkt van de werkelijkheid. Patty Valentine klaagde hem in 1983 aan voor privacyschending, laster en onrechtmatige publicatie van haar naam. Zij was van mening dat zij in de liedtekst werd gepresenteerd alsof ze deelnam in een samenzwering met Bello en Bradley, maar ze werd in het ongelijk gesteld.
In 1985 werd Carter alsnog vrijgelaten nadat Haddon Lee Sarokin, rechter bij de federale rechtbank van New Jersey, in november oordeelde dat er sprake was geweest van een oneerlijke rechtsgang. Sarokin zei over de veroordelingen het volgende: "Based on racism rather than reason and concealment rather than disclosure". (Nederlands: "Meer gebaseerd op racisme dan rationaliteit en meer op geheimhouding dan openbaarmaking"). Drie jaar later werd deze beslissing in hoger beroep gehandhaafd.

### Epiloog
In 1999 verscheen de biografische verfilming The Hurricane, waarbij Denzel Washington de rol speelde van Carter. Hierin werd onder meer het nummer van Dylan als filmmuziek gebruikt. Carter schreef het filmscenario.
Vijf jaar later richtte Carter Innocence International op, een organisatie die zich inzet voor onterecht veroordeelden en andere slachtoffers van justitiële dwalingen.
"Hurricane" staat op vrijwel alle verzamelalbums van Dylan, maar hij heeft het nummer niet meer live uitgevoerd sinds de Rolling Thunder Revue in 1976.

## Bezetting
Onderstaand overzicht is incompleet.
- Bob Dylan - zang, gitaar
- Scarlet Rivera - viool
- Vinnie Bell - 12-snarige gitaar
- Ronee Blakley - achtergrondzang
- Steve Soles - achtergrondzang
- Luther Rix - conga

## Hitnoteringen
In Nederland werd de plaat destijds veel gedraaid op Hilversum 3 maar bereikte vreemd genoeg de Nederlandse Top 40 (destijds op de befaamde TROS donderdag op Hilversum 3) en de Nationale Hitparade niet. De plaat bleef op de 17e positie in de Tip 30 van de Nationale Hitparade steken en stond 3 weken genoteerd. In de Tipparade (destijds ook uitgezonden door de TROS) werd geen notering behaald.
In België bereikte de plaat de 21e  positie van de Vlaamse Ultratop 50. In de Vlaamse Radio 2 Top 30 werd geen notering behaald. 
Sinds de eerste editie in december 1999, staat de plaat wél genoteerd in de jaarlijkse NPO Radio 2 Top 2000. 

### NPO Radio 2 Top 2000
| Nummer met noteringen in de NPO Radio 2 Top 2000 | '99 | '00 | '01 | '02 | '03 | '04 | '05 | '06 | '07 | '08 | '09 | '10 | '11 | '12 | '13 | '14 | '15 | '16 | '17 | '18 | '19 | '20 | '21 | '22 | '23 | '24 |
| ------------------------------------------------ | --- | --- | --- | --- | --- | --- | --- | --- | --- | --- | --- | --- | --- | --- | --- | --- | --- | --- | --- | --- | --- | --- | --- | --- | --- | --- |
| Hurricane                                        | 144 | 56  | 56  | 66  | 83  | 60  | 66  | 70  | 55  | 61  | 58  | 58  | 70  | 95  | 73  | 115 | 127 | 100 | 133 | 160 | 208 | 220 | 275 | 323 | 394 | 400 |

1. ↑  Een vetgedrukt getal geeft de hoogste notering aan.

### Evergreen Top 1000
| Evergreen Top 1000 "Hurricane - Bob Dylan" | Evergreen Top 1000 "Hurricane - Bob Dylan" | Evergreen Top 1000 "Hurricane - Bob Dylan" | Evergreen Top 1000 "Hurricane - Bob Dylan" | Evergreen Top 1000 "Hurricane - Bob Dylan" | Evergreen Top 1000 "Hurricane - Bob Dylan" | Evergreen Top 1000 "Hurricane - Bob Dylan" | Evergreen Top 1000 "Hurricane - Bob Dylan" | Evergreen Top 1000 "Hurricane - Bob Dylan" | Evergreen Top 1000 "Hurricane - Bob Dylan" | Evergreen Top 1000 "Hurricane - Bob Dylan" | Evergreen Top 1000 "Hurricane - Bob Dylan" | Evergreen Top 1000 "Hurricane - Bob Dylan" | Evergreen Top 1000 "Hurricane - Bob Dylan" | Evergreen Top 1000 "Hurricane - Bob Dylan" | Evergreen Top 1000 "Hurricane - Bob Dylan" | Evergreen Top 1000 "Hurricane - Bob Dylan" |
| Jaar                                       | 2008                                       | 2009                                       | 2010                                       | 2011                                       | 2012                                       | 2013                                       | 2014                                       | 2015                                       | 2016                                       | 2017                                       | 2018                                       | 2019                                       | 2020                                       | 2021                                       | 2022                                       | 2023                                       |
| ------------------------------------------ | ------------------------------------------ | ------------------------------------------ | ------------------------------------------ | ------------------------------------------ | ------------------------------------------ | ------------------------------------------ | ------------------------------------------ | ------------------------------------------ | ------------------------------------------ | ------------------------------------------ | ------------------------------------------ | ------------------------------------------ | ------------------------------------------ | ------------------------------------------ | ------------------------------------------ | ------------------------------------------ |
| Positie                                    | -                                          | -                                          | -                                          | -                                          | -                                          | -                                          | -                                          | -                                          | 310                                        | 365                                        | 495                                        | 334                                        | 311                                        | 305                                        | 320                                        | 372                                        |